# 索龙迪韦里
索龙迪韦里（Supiori）是印度尼西亚巴布亚省的一个城镇，位于苏皮奥里岛东部，北滨太平洋，是苏皮奥里县的首府，归属县下的东苏皮奥里区（印尼语：Distrik Supiori Timur）。2010年统计东苏皮奥里区共4,920人。

## 资料来源
1. ↑  Biro Pusat Statistik, Jakarta, 2011.